# Erno Tornikoski
Erno Tornikoski, né à Ylivieska (Finlande) en 1970, est un professeur et chercheur finlandais en gestion, spécialiste en entrepreneuriat. Il est actuellement professeur à Grenoble École de management.

## Biographie

### Études
Erno Tornikoski est docteur en Sciences de Gestion (2005) de l’ESSEC, de l’IAE Aix-en-Provence, et de l'université de Vaasa. 
Sa thèse intitulée « Exploration des Déterminants de l'émergence d’Entreprise: Une Perspective de Légitimité »  explore les déterminants de l’émergence d’entreprises et soutient que ce processus peut être compris et expliqué comme étant une recherche de légitimité.
Pour devenir une entreprise nouvelle, l’entreprise naissante nécessite d’être perçue comme légitime par les institutions et individus avec qui elle espère avoir des échanges. 
La thèse observe que l’entreprise naissante obtient sa légitimité lorsqu’elle possède les caractéristiques que les détenteurs de ressources considèrent comme crédibles, et s’engage dans des activités ayant pour but de convaincre son audience de son opérationnalité. 
La validité du modèle proposé est confirmée empiriquement, dans la mesure où celui-ci permet d’expliquer près de cinquante pour cent de la variance de l’émergence d’entreprise.

### Carrière
Il a successivement été responsable de recherches à l’Université des sciences appliquées de Seinäjoki (Finlande), professeur associé en entrepreneuriat à l’EMLyon Business School, puis doyen de la faculté et de la recherche de l’ESC Saint-Étienne , avant de rejoindre Grenoble École de management, où il est professeur senior en entrepreneuriat depuis septembre 2011.
Erno Tornikoski a beaucoup travaillé sur l’ingénierie pédagogique. Il a notamment participé en Finlande au développement d’une nouvelle forme de Master au niveau national pour les universités de sciences Appliquées alors qu’il travaillait à l’Université des Sciences appliquées de Seinäjoki. Au sein de cette dernière université, il a également lancé et coordonné une certification International MBA, et a participé au développement d’activités destinées à faire vivre l’esprit d’entrepreneuriat des étudiants (notamment par la mise en place d’un incubateur, de nouveaux types de cours d’entrepreneuriat et la création d’un parcours spécialisé dans cette filière).

## Travaux
Les recherches d’Erno Tornikoski portent principalement sur les processus d’émergence des organisations (acquisition de légitimité, réseau personnel, conditions d’opportunité), sur le développement des volontés d’entrepreneuriat et sur la croissance des nouvelles entités.
Une partie de son travail s’est concentrée notamment sur le développement des volontés et des aptitudes entrepreneuriales parmi les étudiants dans l’enseignement supérieur, et sur les moyens de mesurer l’impact de diverses initiatives entrepreneuriales sur les individus.
Ses travaux ont été publiés dans le Journal of Business Venturing, dans Entrepreneurship Theory and Practice (en), International Small Business Journal (en), Small Business Economics (en), et dans Applied Economics. Erno Tornikoski est conseiller éditorial de l’International Small Business Journal depuis septembre 2012.